# Andrzej Pluta
Andrzej Pluta, né le 26 avril 1974, à Ruda Śląska, en Pologne, est un ancien joueur polonais de basket-ball. Il évolue durant sa carrière au poste de meneur.

## Palmarès
- Coupe de Pologne 2007